# Opció inserida
Una opció inserida és un opció lligada a un bo, o a qualsevol altre valor financer, que dona a l'emissor, o al tenedor del bo, el dret de recomprar, o revendre, el bo segons el tipus d'opció inserida. Hi ha diversos tipus d'opcions que poden ser inserides en bo, donant lloc entre els més comuns a un bo amb opció de recompra, un bo amb opció de revenda, un bo convertible, un bo extensible, o un bo intercanviable. Cal tenir present, a més, que donat que les opcions no són mútuament excloents, poden tenir més d'un tipus d'opció inserida.
Altrament, altres de valors financers poden tenir opcions inserides, com és el cas de les accions preferencials convertibles i les accions preferencials intercanviables.
La valoració financera d'aquest actius combina d'una banda la valoració de bons o valoració d'accions segons el cas, amb la valoració d'opcions. En el cas dels bons, hi ha dos enfocaments: (1) Segons el tipus d'opció, la prima d'opció calculada emprant la fórmula Black Scholes, és sumada o restada del preu d'un bo simple, i el total és aleshores el valor del bo. (2) Alternativament, amb el model de valoració binomial d'opcions pot ser construït en el qual l'efecte de l'opció és incorporat a l'arbre reflectint-hi el preu del bo o de l'opció.